# Collado Villalba

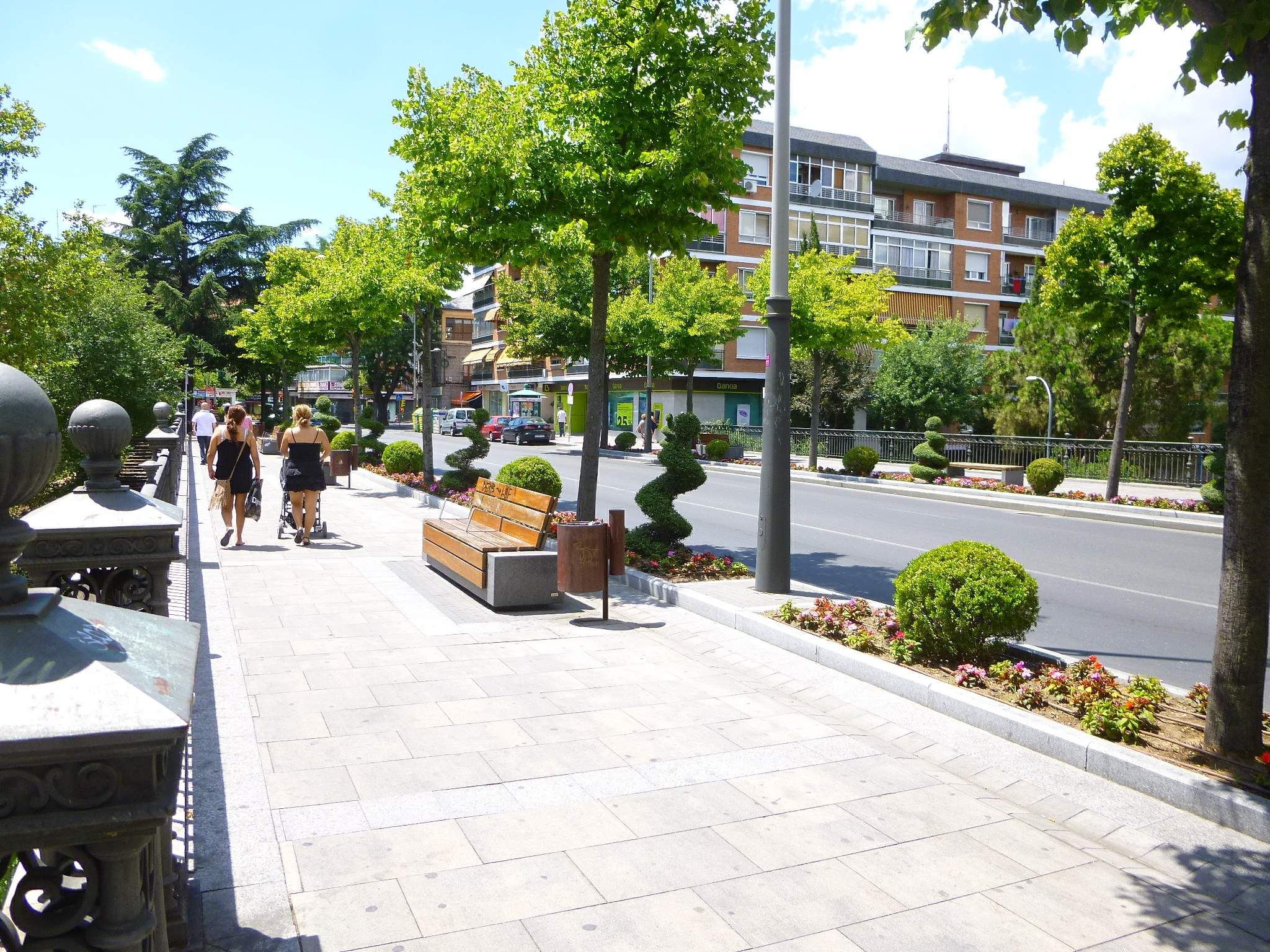

Collado Villalba est une ville d'Espagne faisant partie de la communauté de Madrid et se situe à 45,9 km de Madrid. Elle se trouve a 900 m d'altitude. Cette ville est entourée de montagnes, notamment des montagnes de Guardamar.

## Jumelages
Bègles (France) depuis 1991

## Sports

### Arrivées duTour d'Espagne
- 2007 :  Samuel Sánchez (clm)
- 2004 :  Constantino Zaballa
- 2003 :  Filippo Simeoni
- 2002 :  Pablo Lastras

## Personnalités liées à la commune
- Edurne (1985-), chanteuse;
- Ricardo Gómez (1994-), acteur[2].